# Gentiana amplicrater
Gentiana amplicrater är en gentianaväxtart som beskrevs av Isaac Henry Burkill. Gentiana amplicrater ingår i släktet gentianor, och familjen gentianaväxter. Inga underarter finns listade i Catalogue of Life.